# ヘルマン・グンケル
ヘルマン・グンケル（Hermann Gunkel、1862年5月23日 - 1932年3月11日）は、ドイツの宗教史学派を代表する神学者、旧約聖書学者である。現代の「聖書学の父」と言われる。
グンケルは、ハノーファー近郊のシュプリンゲに、ルーテル派の牧師を父として生まれた。最初、新約聖書の分野で神学研究をおこなったが、後に旧約学に転向した。
著書『原初と終末における創造と混沌』の中で、黙示文学の問題を古代オリエント神話とに関連させて検討して、神話の影響がユダヤ教ならびにキリスト教のいずれの黙示文学にも見出しうることを論じた。この主張は、ヴェルハウゼンたち当時の主流派の旧約学者から痛烈に批判された。
グンケルがもっとも重要視したのは、旧約宗教とメソポタミア・古代エジプトの宗教生活の間には連続性があるという認識であった。
聖書の背景に対する関心の故に、グンケルは宗教史学派を代表する学者の一人として見られるようになった。多くの神学著作を発表していたが、1907年になってようやくギーゼン大学に正教授として受け入れられた。